# Otto Pech

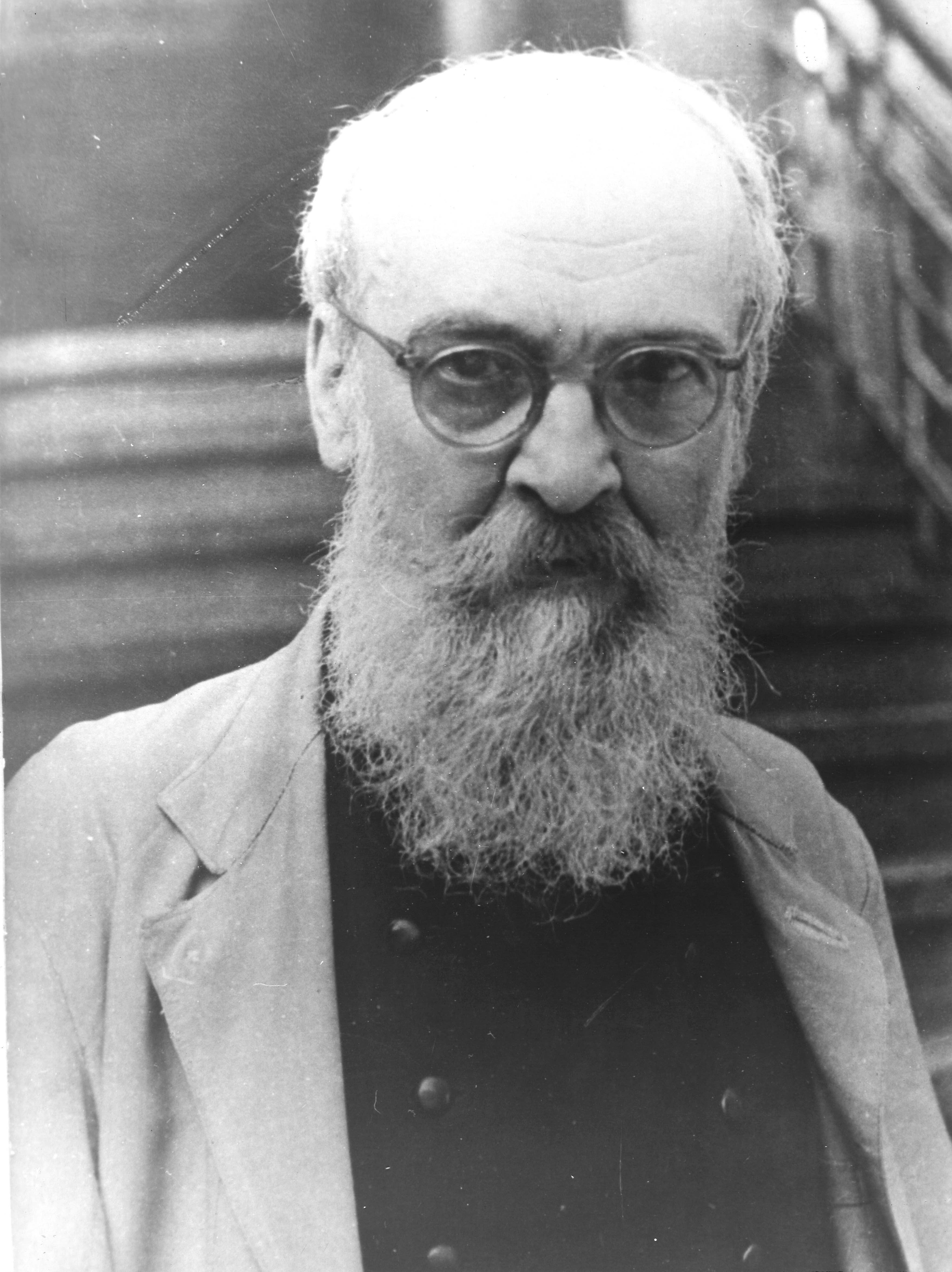
Otto Pech ca. 1930

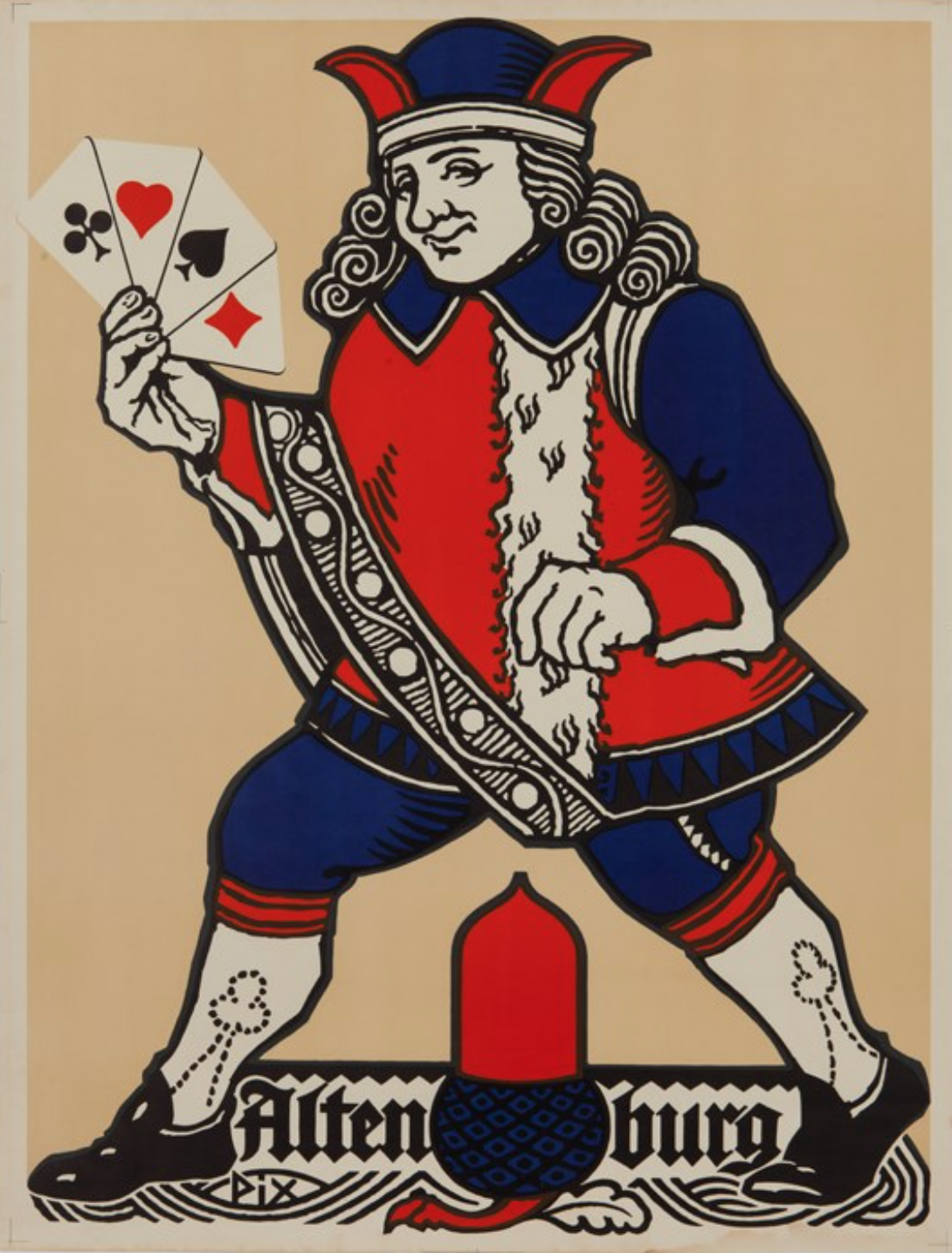
Poster Skatkarten (1920)

Otto Pech (Künstlername Pix) (* 4. September 1882 in Altenburg; † 3. August 1950 ebenda) war ein deutscher Bildhauer, Grafiker und Illustrator.

## Leben
Pech arbeitete nach seiner Schulzeit als Schriftsteller und Reisebegleiter beim Botaniker Wilhelm Benecke. Später erhielt er ein Stipendium für das Studium an der Münchner Kunstgewerbeschule und wurde dort von 1898 bis 1903 in Zeichnen und Bildhauerei ausgebildet.
Bereits 1902 nahm er von München aus an dem Wettbewerb für den Altenburger Skatbrunnen teil. Unter 37 Einsendungen war sein Entwurf war einer von drei prämierten; zur Ausführung kam jedoch einer der beiden anderen. Im Jahr 1903 schloss er seine Ausbildung als Meisterschüler ab und fertigte eine Reliefplastik Herzogs Ernst I. von Sachsen-Altenburg zu dessen 50. Regierungsjubiläum.
In den folgenden Lehr- und Wanderjahren ist er in Lichte, Oeslau und Karlsruhe nachweisbar. Im Jahr 1904 heiratete Otto Pech seine aus Altenburg stammende Frau, die beiden gemeinsamen Kinder Otto August und Eva wurden 1905 und 1909 geboren. Nach Studienreisen von 1905 bis 1906 kehrte er nach Altenburg zurück und war in den kunstgewerblichen Metallwerkstätten von Otto Seyffart tätig. Im Jahr 1908 folgte seine Selbständigkeit als Bildhauer und Grafiker.

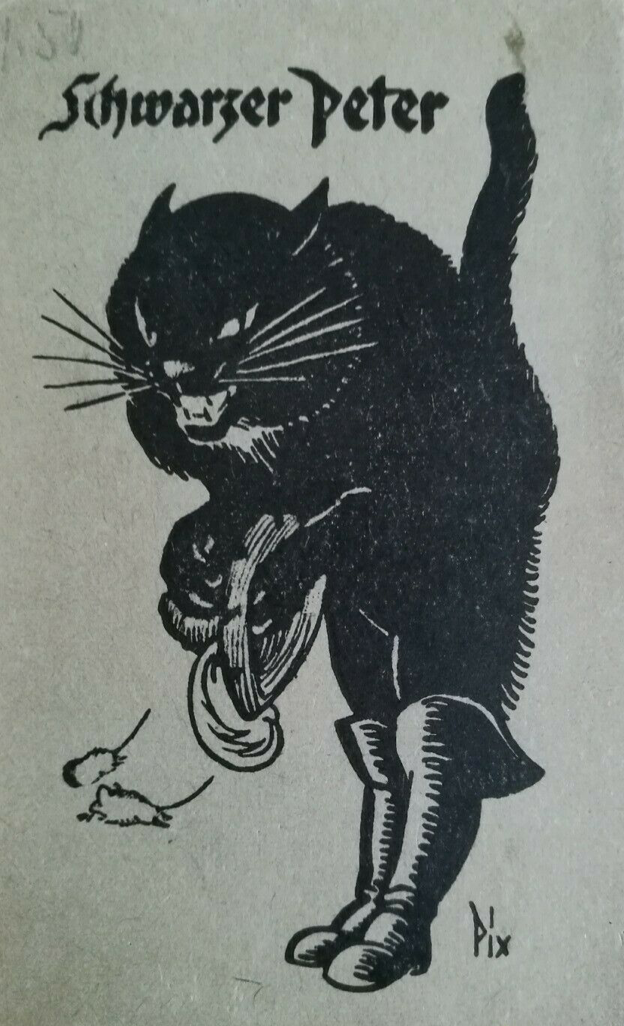
„Schwarzer Peter“ (1919)

Pech war Mitglied im Altenburger Kunstgewerbeverein und wurde 1909 Kurator am Lindenaumuseum. Auch am Landestheater Altenburg war er ab 1913 als künstlerischer Beirat tätig. Er wirkte am plastischen Schmuck des Altenburger Bismarckturms mit, der 1914–1915 nach Entwurf des Architekten Alfred Wanckel (1855–1925) entstand. Von 1915 bis 1918 war er zum Kriegsdienst einberufen und unter anderem in Russland eingesetzt.
1919 gründete Otto Pech die Altenburger Kunsthütte (A-Ku-Hü), vom gleichen Jahr an bis zu seinem Tod arbeitete er für die Altenburger Spielkartenfabrik und entwarf bereits im ersten Jahr seine deutschlandweit bekannte Tierkartenserie Schwarzer Peter mit 32 Karten plus der Peterkarte (wahrscheinlich angelehnt an die Anzahl der Spielkarten eines Skatblatts), die bis heute von der Altenburger Spielkartenfabrik hergestellt wird.
1920 wurde er Mitglied in der Freimaurerloge Archimedes zu den drei Reißbrettern. Ab 1921 entwarf er verschiedene Notgeldserien für die Stadt Altenburg. Auch schuf er in diesem Jahr Notgeldentwürfe für die Stadt Schmölln. Pech gestaltete grafisch die Deutschen Skatkongresse in Altenburg und wirkte an der Skatheimat auf dem Altenburger Schloss (der Keimzelle des Skatmuseums) mit; er machte Altenburg als Skatstadt bekannt und war weltweit als Skatmaler berühmt.
Anlässlich des 11. Skatkongresses in Altenburg wurde im Landestheater Altenburg das von Otto Pech geschriebene zweiaktige Theaterstück Skat uraufgeführt:

„Wer der Meinung war, daß der Titel ‚Skat‘ nur in losem Zusammenhang mit dem Nationalspiel der Deutschen stehen würde, hatte sich geirrt, in diesem Spiel drehte es sich nur um die Bedeutung des Skatspiels. Das war aber, wenn auch sehr wenig bühnengewandt, so doch ganz witzig und auch nicht langweilig in Verse geschmiedet. Der Verfasser, Otto Pech, dessen zeichnerische Werke (er entwirft die Altenburger Spielkarten) wohl keinem Deutschen unbekannt sein dürften, hatte die hübsche, obwohl nicht gerade neue Idee, die vielen, für den Spieler reizvollen Möglichkeiten des Skatspiels auszuwerten, und im übertragenen Sinn auf das Leben anzuwenden. Es kommt auch bei uns Menschen darauf an, was ‚im Skat liegt‘, das heißt ob unsere Unternehmen von Glück oder Unglück gekrönt sind.“

1932 schuf er das neue Wappen der Stadt Schönebeck (Elbe). 1935 gestaltete er Plakate zur 750-Jahr-Feier von Altenburg (Barbarossafestspiele). Sechs Jahre später starb seine Frau, für die er die Grabstele schuf. Mit den Illustrationen zum Kartenspiel Eier-Peter entstand ab 1948 eines seiner letzten Werke, das aber durch seinen Tod kurz danach nicht mehr zur Drucklegung kam. Erst im Jahr 2000 wurde das Kartenspiel posthum in Altenburg gedruckt. Neben einer ständigen Ausstellung über sein Leben und Werk in der Skatheimat im Residenzschloss Altenburg würdigten mehrere Sonderausstellungen in den Jahren 2010, 2011 und 2018 im Schloss- und Spielkartenmuseum Altenburg das Lebenswerk Pechs.

## Werk (Auswahl)

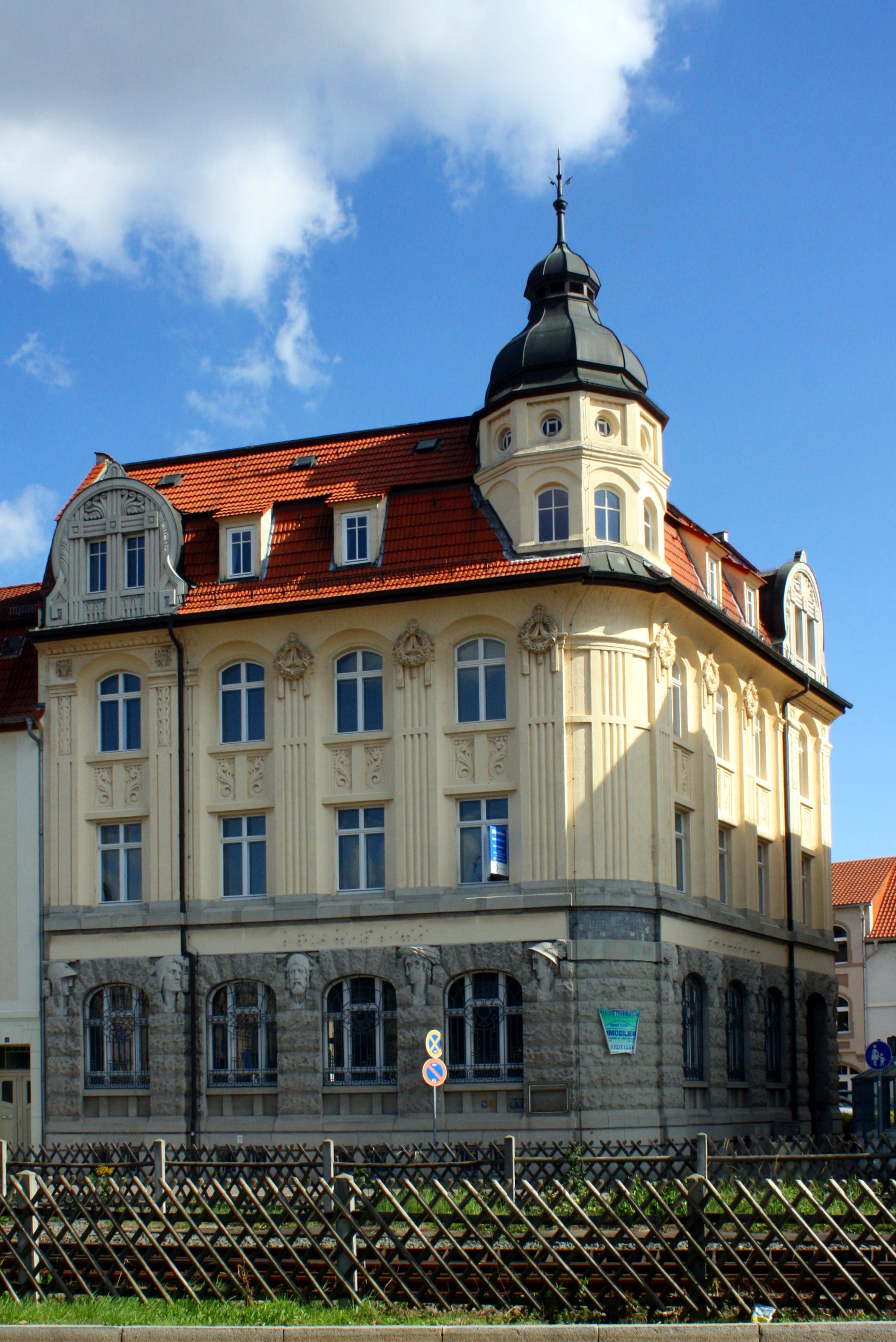
Gebäude der ehemaligen Filiale der Allgemeinen Deutschen Credit-Anstalt in Schmölln

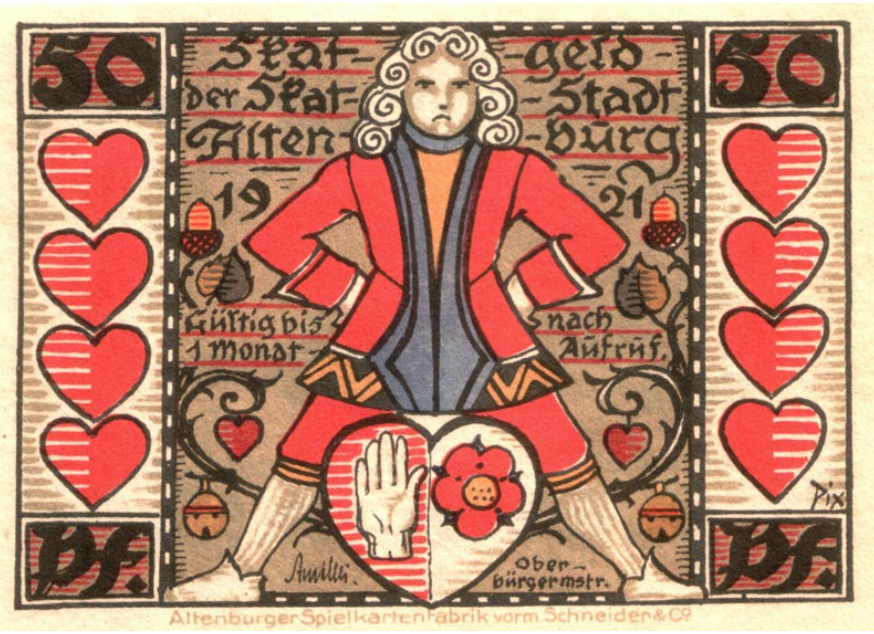
Notgeld der Stadt Altenburg, Serie Skatgeld (Vorderseite, 1921)

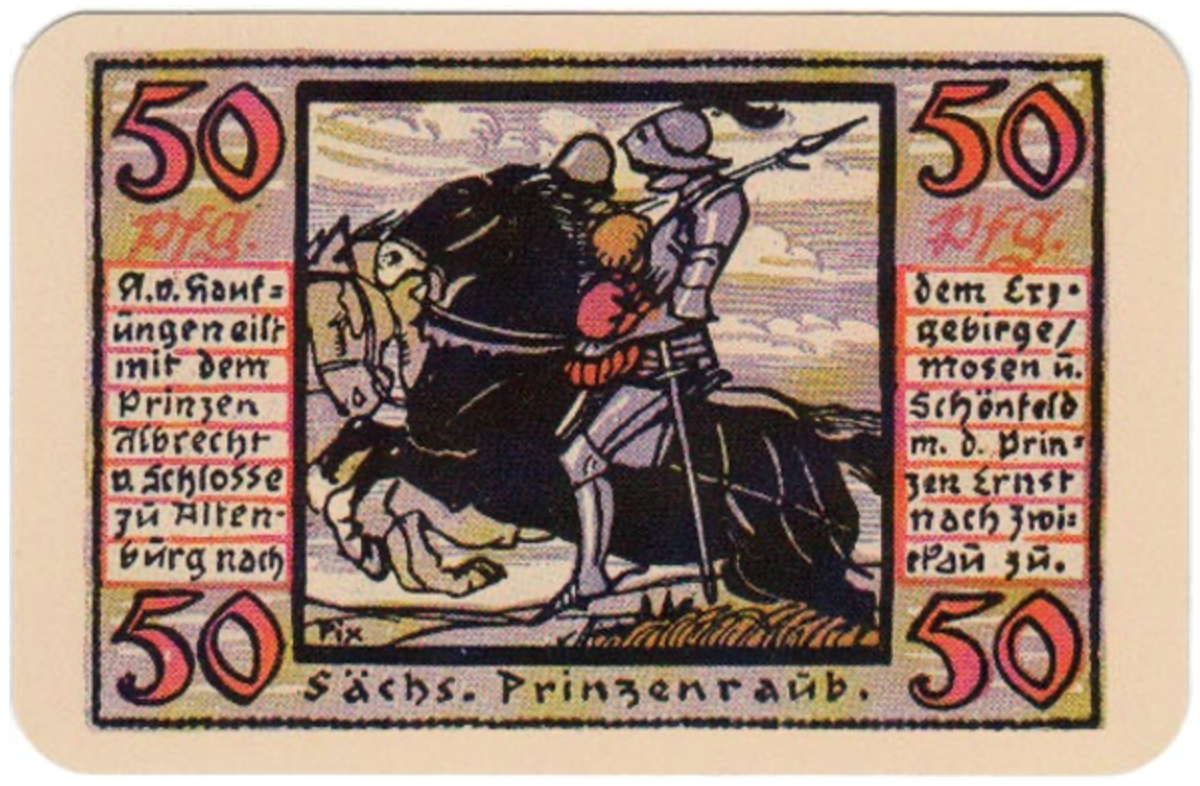
Notgeld der Stadt Altenburg, Serie Prinzenraub (Rückseite, 1921)

- Skulptur Schneeeule, Serienfertigung durch die Manufaktur Heubach, 1904[7]
- plastischer Schmuck am Gebäude für die Allgemeine Deutsche Credit-Anstalt in Schmölln, Mittelstraße 14, 1911[8]
- Kartenspiel Deutscher Wiederaufbau, 1919 (nicht gedruckt)
- Kartenspiel Schwarzer Peter, 1919
- Lithografie Alter Fritz, 1920[9]
- Spielkartenblatt Sächsischer Bergbau, um 1920
- Spielkartenblatt Kegler, um 1920
- Werbeplakat Altenburger Spielkarten, um 1920
- Notgeld der Stadt Altenburg, Serie Sächsischer Prinzenraub, 1921
- Notgeld der Stadt Altenburg, Serie Altenburger Bauern, 1921
- Notgeld der Stadt Altenburg, Serie Altenburger Bauwerke, genannt Skatgeld, 1921
- Illustration zur Goethe-Ballade Die erste Walpurgisnacht, 1924
- Theaterstück zur Entstehung des Skatspiels, aufgeführt 1927 und 1929 anlässlich der Skatkongresse in Altenburg[10]
- Sport-Skatspiel anlässlich der Olympischen Sommerspiele 1928 in Amsterdam, 1928
- Illustrationen zu: Cläre Heinze: Noten. Bilderbuch für unsere Kleinen. Lerne spielend Noten lesen. Spielkartenfabrik Altenburg, Altenburg 1929.
- Lithografie Wikingerschiff, 1930
- Traditionswappen für die Papiermacherfachschule Altenburg, 1934[11]
- Werbeplakat für die Barbarossaspiele, 1935
- Entwurf einer Barbarossa-Skulptur für Altenburg, 1935
- Illustrationen zu: Arthur Hauenstein: Oster-Ei für unsere Kleinen. Richard Hauenstein, Altenburg 1946.
- Kartenspiel Eier-Peter, 1948